# Transpiranto
Transpiranto ist eine Parodie auf die Plansprache Esperanto. Transpiranto entstand im Jahre 1929 im Umfeld der schwedischen Satirezeitschrift Grönköpings Veckoblad. Urheber der Parodie war Nils Hasselskog (1892–1936). Die Satirezeitschrift veröffentlicht bis heute Beiträge in Transpiranto, außerhalb der Zeitschrift entstand auch eine CD eines Männerchors. 